# Cai (Staat)
Cai (chinesisch 蔡, Pinyin Cài oder 蔡国,  Càiguó) ist der Name eines antiken chinesischen Staates in der Zhou-Zeit. Nachdem König Wu (周武王) die Yin-Dynastie (殷) zerstört hatte, gab er seinem jüngeren Bruder Shu Du 叔度 das Land Cai als Lehen. Dies war der Staat Cai. Im Jahre 447 v. Chr. wurde dieser vom Staat Chu erobert. Sein Territorium befand sich auf dem Gebiet der heutigen Provinz Henan im Südwesten des Kreises Shangcai (上蔡县).